# Borgo metropolitano di Woolwich
Il borgo metropolitano di Woolwich fu un municipio inglese della vecchia contea di Londra esistito fra il 1900 e il 1965.

## Storia
Il municipio fu istituito fondendo tre diverse autorità locali nell'area di Woolwich, e fu subito sottoposto all'autorità provinciale del Consiglio della contea di Londra. Esteso per 33 km², aveva una popolazione di 95 000 abitanti ad inizio Novecento e di 145 000 residenti nei primi anni sessanta.
Nel territorio municipale ricadeva il Royal Arsenal, luogo di fondazione del famoso club di calcio dell'Arsenal. Nel 1965 il borgo si fuse con un’altra municipalità andando a formare l'odierno borgo reale di Greenwich.